# یواس‌اس شنندوا (زدآر-۱)
یواس‌اس شنندوا (زدآر-۱) (به انگلیسی: USS Shenandoah (ZR-1)) یک کشتی بود که طول آن ۶۸۰ فوت (۲۰۷٫۲۶ متر) و ارتفاع آن ۹۳ فوت ۲ اینچ (۲۸٫۴ متر) بود. این کشتی در سال ۱۹۲۳ ساخته شد.